# Тэмпл-Вуд, Эмили
Эмили Темпл-Вуд (род. 24 мая 1994, Чикаго, Иллинойс) — редактор английской Википедии, участвующая в этом проекте под ником Keilana и известная своим проектом увеличения представленности женщин в статьях Википедии (особенно благодаря созданию статей о женщинах в науке), а также усилиями по борьбе с гендерными предрассудками. Она была провозглашена обладателем награды Викимедиец года 2016 (совместно с Рози Стефенсон-Гудкнайт) Джимми Уэльсом на Викимании 24 июня 2016 года.

## Ранний период жизни
Дочь Лоры Темпл и Эндрю Вуда, Эмили Темпл-Вуд посещала школу Эйвери Кунли в Даунерс-Гроув, штат Иллинойс . В статье Wired за 2017 год она описывалась как «обычная школьница, которая отказалась приносить Клятву верности, потому что подумала, что идея заставлять детей клясться в верности выглядит странной». Она выиграла конкурс Spelling Bee округа Ду-Пейдж в 2008 году. Эта победа привела к тому, что Эмили участвовала в Scripps National Spelling Bee в том же году, где продержалась до четвертьфинала и заняла 46-е место. После соревнования в июне 2008 года она получила награду от тогдашнего губернатора штата Иллинойс Пэта Куинна вместе с другими региональными чемпионами Spelling Bee. Эмили продолжила посещать северную среднюю школу Даунерс-Гроув, где была членом речевой команды. Эта команда выиграла четыре медали, одна из которых — за первое место, на государственном собрании Ассоциации Иллинойской Школы 2011 года в Пеории. Будучи старшей, она была названа в числе «двух лучших процентов» в 2012 году. В мае 2016 года Эмили окончила Университет Лойолы в Чикаго, получив степень по молекулярной биологии и арабским и исламским исследованиям. Осенью 2016 года она начала обучение в медицинской школе Средне-Западного университета в Чикаго осенью 2016 года.

## Работа в Википедии
Эмили Темпл-Вуд попала в фокус национальной прессы после написания статей о женщинах-ученых в Википедии, а также из-за активности по привлечению женщин-редакторов Википедии. Первую правку в Википедии Эмили сделала в 2005 году, в возрасте 10 лет, а к 12 годам уже вносила в проект содержательный вклад под псевдонимом Keilana. В этом же возрасте впервые подверглась онлайн-преследованиям из-за своего вклада в Википедию. Обучаясь в средней школе, она начала популяризировать женщин-ученых. В 2007 году Эмили стала администратором Википедии и (с 2018 года) также была членом Арбитражного комитета. В 2012 году стала соучредителем тематического вики-проекта Women Scientists в английской Википедии; с тех пор она написала сотни статей о женщинах в науке. Как позже рассказала Эмили Фонду Викимедиа, ей виделось несправедливым то, что лишь о немногих женщинах-членах научного Королевского общества были статьи из Википедии. Когда она впервые заметила, что даже о женщинах в таком значимом сообществе нет статей, то «разозлилась и написала статью той же ночью буквально в коридоре общежития в 2 часа ночи» Больше всего Эмили гордится своей статьей о Розалин Скотт, первой афроамериканке, ставшей торакальным хирургом.
Temple-Wood также организовала вики-марафоны в музеях и библиотеках с целью увеличения числа женщин-учёных в Википедии. В октябре 2015 года она рассказала The Atlantic, что она определила 4400 женщин-учёных, о которых не было написано в Википедии, хотя каждая из них была достаточно значимой. В марте 2016 года она привлекла внимание международных СМИ благодаря своему подходу к сексуальным домогательствам и преследованию на почве ненависти в Интернете: в ответ на оскорбительные письма и сообщения (зачастую с сексуальным подтекстом) она обещала создать очередную статью в Википедии о женщине-учёном. В том же месяца она рассказала BuzzFeed News: «Моя мотивация состоит в том, чтобы направить разочарование, которое я испытываю от преследования, во что-то продуктивное». В мае 2016 года она сказала The Fader, что «как википедистка, я естественным образом реагирую на пробел в освещении темы желанием начать соответствующий проект. Так появился проект „Женщины-ученые“. В историческом нарративе преобладают мужчины, поэтому создание в Википедии биографических статей о женщинах может стать способом вернуть женщин в это нарратив».
За проделанную работу в 2016 году Эмили Темпл-Вуд, совместно с Рози Стивенсон-Гудкнайт, была провозглашена википедистом года.

## Должности
Темпл-Вуд является вице-президентом отделения Викимедиа в округе Колумбия, а также членом их совета директоров. Она также является членом совета Фонда Wiki Project Med и Вики-резидентом в Национальном институте охраны труда.

## Эффект Кейланы
Аарон Халфейкер на международном симпозиуме OpenSym 17, посвященном открытому сотрудничеству, представил доклад «Интерполирование динамики качества в Википедии и демонстрация эффекта Кейланы», посвященный феномену, названному в честь Темпл-Вуд.

## Публикации
- Emily; Temple-Wood. Rewriting the History of Women in Science (англ.) // Scientific American : magazine. — Springer Nature, 2017. — Vol. 317, no. 3. — P. 70—71. — doi:10.1038/scientificamerican0917-70. — PMID 28813402.
- Temple-Wood, Emily. Facebook Nation (неопр.). — 2014.
- Temple-Wood, Emily. Exploring the Role of Raw in the Embryonic Nervous System.{{cite conference}}:  Википедия:Обслуживание CS1 (url-status) (ссылка)
- Emily; Temple-Wood. It’s Time These Ancient Women Scientists Get Their Due (англ.) // Nautilus : journal. — 2016. — 12 April. Reprinted in The Best American Science and Nature Writing 2017. Jahren, Hope, editor. Boston. ISBN 9781328715517. OCLC 1004672002.
- Diane; Silva. Regulation of Gonad Morphogenesis in Drosophila melanogaster by BTB Family Transcription Factors (англ.) // PLOS One : journal. — 2016. — 29 November (vol. 11, no. 11). — P. e0167283. — doi:10.1371/journal.pone.0167283. — PMID 27898696.